# Apsilochorema clavator
Apsilochorema clavator là một loài Trichoptera trong họ Hydrobiosidae. Chúng phân bố ở miền Australasia.